# セガマ
セガマ（バスク語: Zegama, スペイン語: Cegama）は、スペイン・バスク州ギプスコア県のムニシピオ（基礎自治体）。ゴイエリ郡に属している。「アイスコリの陰」とも呼ばれる。

## 地理

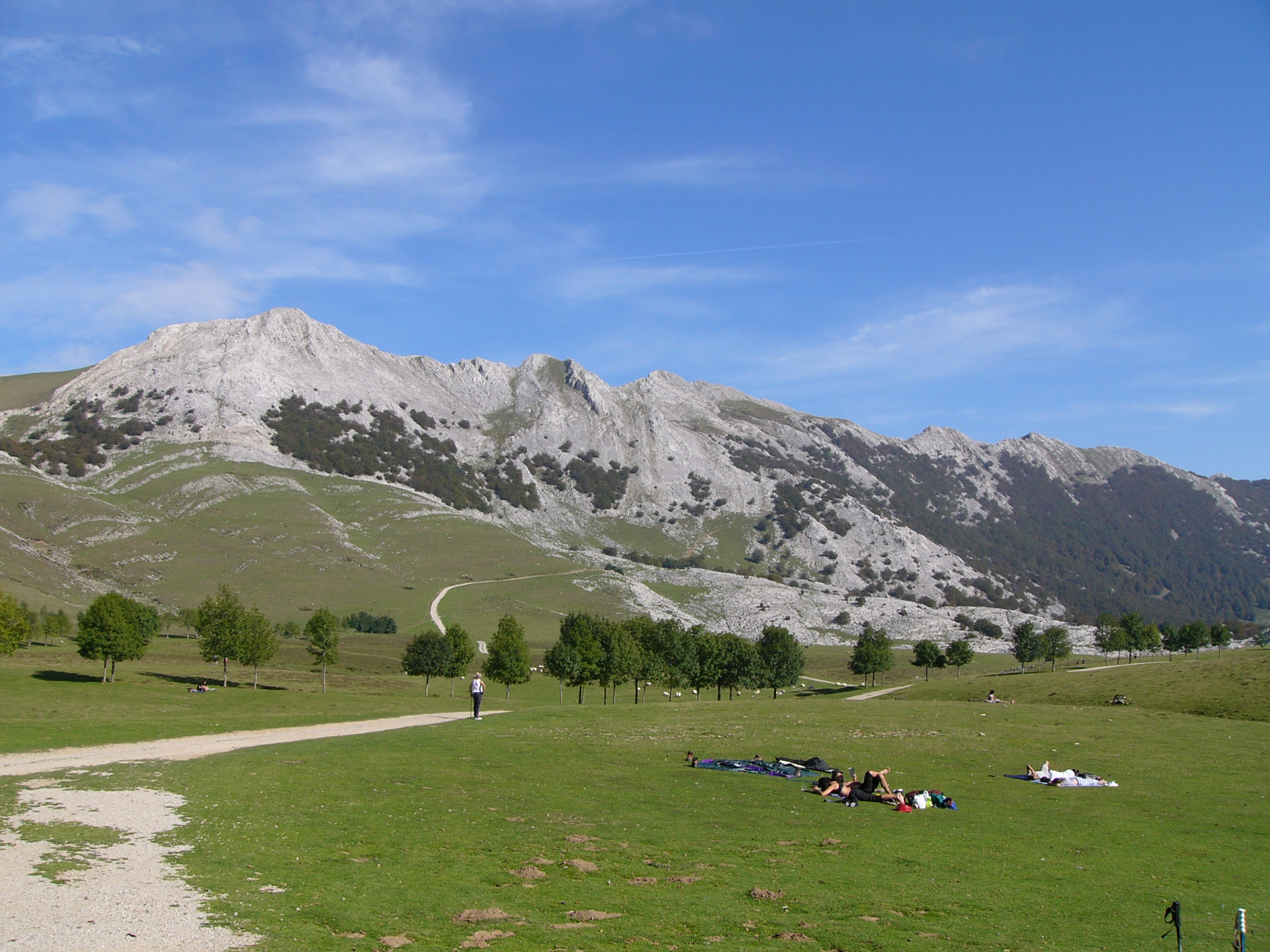
セガマの象徴的存在であるアイスコリ

バスク州ギプスコア県南部、ギプスコア県最長の河川であるオリア川が形成する谷にある。自治体中心部の標高は296mだが、バスク州の最高峰である標高1528mのアイスコリ山塊の東側にあり、山頂にもっとも近い町のひとつである。
ギプスコア県の県都サン・セバスティアン、アラバ県の県都でありバスク州の州都でもあるビトリア＝ガステイス、ナバーラ州の州都パンプローナの3都市から約1時間30分の距離にある。北はセグラやセラインに、南はアラバ県アスパレナやアラバ県サルドゥエンドに、東はセグラやイディアサバルに、西はレガスピに接している。
鉄道路線のマドリード＝アンダイエ線はナバーラ州アルツァス/アルサスアとギプスコア県スマラガの間でセガマを通っており、自治体中心部からかなり離れた場所にセガマ臨時駅が設けられているが、セガマ臨時駅はほとんどの期間は営業していない。歴史的なサンティアゴ・デ・コンポステーラの巡礼路の中にはセガマの町を通るルートもあり、このルートを通る巡礼者は街を出て5㎞歩いてからサン・アドリアン・トンネルを通る。セガマの気候はカンタブリア地方東部の典型的な気候である。穏やかで湿度が高く、年平均気温は摂氏約12度であるほか、年降水日は180日に達する。秋季はかなり風が強い。

## 経済

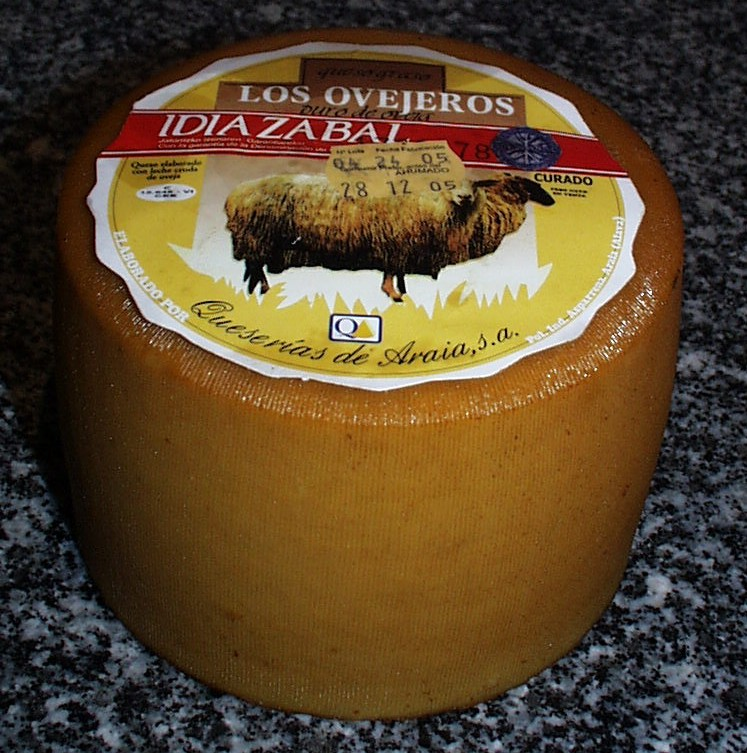
イディアサバル・チーズ

現在の主産業は工業だが、依然として農業も存在し、特に山岳地帯ではウシやヒツジの牧畜業が行われている。アイスコリ山塊などのバスク山脈地域ではヒツジの乳からイディアサバル・チーズが生産されている。
スカイランニング・ワールドシリーズの一大会として、毎年セガマ＝アイスコリ・マラソンというスカイランニング大会が開催されている。

## 人口
| セガマの人口推移 1900－2011                             |
|                                                         |
| 出典:INE（スペイン国立統計局）1900年 - 1991年、1996年 - |

## 出身者
- フアン・テリェリア（スペイン語版）(1895-1949) : 作曲家。
- ホセ・アスルメンディ(1941-) : 哲学者・思想家。
- ホスアントニオ・オルマサバル（英語版）(1948-2010) : 著作家。
- アイトール・ペレス（英語版）(1977-) : 自転車競技選手。